# ホワイト・ライオン伝説 ピラミッドの彼方に
『ホワイトライオン伝説 ピラミッドの彼方に』（ホワイトライオンでんせつ ピラミッドのかなたに）は、広島のゲーム会社コトブキシステム（旧・KEMCO）から1989年7月14日に発売されたファミコンゲーム。データ・ブレインが電通からの依頼により企画したプロジェクトであり、その一環として1988年には映画『ピラミッドの彼方に ホワイト・ライオン伝説』（CBS・ソニー）が日本とアメリカの合同で製作されている。

## 概要
シナリオ、マップデザイン、キャラクタデザイン、戦闘システム、戦闘計算式など企画・制作の大半を倉橋鉄彌が担当。当時では無かった多人数パーティーシステム、召喚、戦闘（殺し）をしないなど、「様々な新機軸を詰め込めるだけ詰め込もう」をコンセプトの下に造られ、ファミ通、ファミコン必勝本などでも特集が組まれた。

## 設定

### ストーリー
かつて、エジプトの村々を「ホワイトライオン」と呼ばれた猛獣が脅かしていた。多くの村の戦士たちが挑み、
ある若い戦士が投げつけた槍を最後に、ピラミッドの彼方に在る「地獄の門」と呼ばれる洞窟へ逃げ込み、以後、姿を現さなくなったと伝えられる。
ホワイトライオンが伝説となった頃、海外から来た一家が、その伝説を確かめるべく村を訪れた。両親は幼い一人娘マリアを村に残し、以後、消息を絶ってしまう。
やがて成長したマリアは、両親を探すべく単身旅立つ決意を固める。ホワイトライオンが逃げたとされる「地獄の門」を目指せば、両親の足取りも掴めるかもしれない。しかし、村を出た直後、吊橋が壊れ、川の激流に流されてしまう。
一命を取り留め目覚めたマリアは、泉の妖精を名乗る超常の者たちから、この場所が「夢の世界」であると告げられる。現実世界とは何もかもが異なる「夢の世界」を脱出できるのか。そして両親は、伝説のホワイトライオンは何処に？1人の少女の、暗中模索の摩訶不思議な冒険が、始まった。

## ゲーム内容
ここでは、本作の特筆すべきゲームシステムを挙げていく。

### ステータス画面
きぼう（希望）
主人公のレベルに相当するもの。本作品には経験値の概念が無く、ダンジョンや町などの宝箱に入っている「きぼうのかけら」の入手によって上げられる。また入手した時点で自動使用され、減少した「ゆうき」や「ゆめ」も上昇と同時に全回復する。
ゆうき（勇気）
主人公のHPに相当するもの。0になると所持金が半分に減らされ、最後にセーブした地点に戻される。回復手段は「きぼうのかけら」や「妖精の泉」の訪問以外では「パンの実」のみとなる。
ゆめ（夢）
主人公のMPに相当するもの。精霊を召喚するために必要。回復手段は「きぼうのかけら」や「妖精の泉」の訪問以外では「ドラゴンの涙」のみとなる。
パワー
精霊専用のHP。ただし、敵からの攻撃のみならず「まもる」コマンドを除いたコマンドの使用によっても減少し、0になると戦闘画面から離脱してしまう。回復手段は基本的に皆無だが、再召喚時には全快している。

### アイテム
使用アイテム、移動用アイテム、イベントアイテムの他、精霊を召喚する「ヤリ」「ランプ」などが存在。「ダガー」「ショートソード」など武器に相当するものもあるが、本作の主人公には力や守備の概念が無いため、戦闘中にダメージを与える使用アイテムに分類され、与えられるダメージもある程度決まっている。防具の類も無いが、戦闘中の使用で被ダメージを減少させる「ブルーリング」などがこれに相当する。

### 精霊
「ヤリ」「ランプ」など特定のアイテムに宿る存在で、主人公の「いのる（祈る）」コマンドで召喚できる。アイテムは特定のダンジョンで拾える他、ボス敵の撃破によっても入手可能。使用回数は無制限。主人公の「きぼう」の数値によって精霊の能力や魔法なども向上するが、消費する「ゆめ」も比例する形で上昇していく。
戦闘性能は物理攻撃系・魔法系・攻撃補助系と精霊によって異なる。敵の攻撃などでパワーが0になっても何度でも召喚可能で、『女神転生シリーズ』などのような召喚人数の制約も皆無だが、戦闘中しか召喚できないため、その都度召喚する必要がある。

### 戦闘
どうぐ（道具）
主人公専用コマンド。使用することで自身の回復や敵への攻撃ができる。
いのる
主人公専用コマンド。精霊が宿るアイテムを使用し、主人公の「ゆめ」を消費して召喚する。
こうげき（攻撃）
精霊専用コマンド。物理攻撃系の精霊のみ使用可能。1回ごとにパワーを20消費。
まほう（魔法）
精霊専用コマンド。魔法が使える精霊のみ使用可能。敵単体もしくは全体にダメージを与える「攻撃の魔法」、主に主人公を護る「防御の魔法」、敵に金縛りなどの状態異常を付加する「間接魔法」の3種類が存在。こうげきとは違い、魔法の種類によって消費するパワーが異なる。また、こうげきとは違い、現在パワーが魔法の消費パワーより低いと不発に終わる。
まもる（護る）
精霊専用コマンド。主人公を敵の攻撃から庇う。パワーは消費しない。

### 地理
「夢の世界」が主な舞台。そのせいか、塔が住居になっていたり、キノコマークの箇所に村が存在する。

### 妖精の泉
妖精たちが暮らす泉。町や村などから幾分離れた場所に存在。回復やセーブが可能で、物語途中に入手可能な「まじょのほうき（魔女の箒）」を使うことで転移も可能なため、攻略の拠点にもなる。

### 町・村など
ラルヒの町
最初に訪れることになる町。船着き場があり、料金を払えば「堕天使の島」「モッズの島」「アルコの島」の3箇所へ行ける。南には妖精の泉、そのすぐ西にはダビデの村に通じる「巨人の洞窟」がある。
ダビデの村
キノコに囲まれた村で、アイコンもキノコマークになっている。妖精の泉があり、まほうのほうきでの転移が可能。南東にはワーウルフに占拠された廃城、北西には犬神が居るという洞窟があり、洞窟の南には道を塞ぐ大岩が聳え立ち、ここを抜けられれば、ピクシーの村やラーニャの塔に到達する。
ピクシーの村
ダビデの村と同じくキノコマークで、妖精の泉がある。住人は名前の通りピクシーのみ。南にはピクシーたちを悩ませるおおなめくじの棲む洞窟がある。
ラーニャの塔
最上階が住人の居住区になっていて、町と同じく道具屋が存在している。最上階に至るまでの階層には魔物が出現する。北に次の目的地へ通じる「虹の洞窟」、北西には「魔女の森」、北東には妖精の泉がある。
妖精の泉よりさらに西には特殊な水が湧くという「天の湖」がある。
カピの塔
やはり最上階が居住区になっている。北西に妖精の泉、さらに西に「遠吠えの洞窟」がある。
北東にはかつて堕天使によって滅亡したという国の王の亡霊が棲むという洞窟がある。
スピリッツの塔
砂漠地帯の奥地に位置する塔。やはり最上階が居住区。東に妖精の泉とその近辺に「溶岩洞窟」があり、「溶岩洞窟」を抜けた先には「石柱洞窟」がある。南には他の魔物たちとは一線を画する「ドラゴン」の棲む洞窟が点在している。
オレンジムーンの村
ホワイトライオンが逃れたといわれる「地獄門の洞窟」の他、いくつかの重要ダンジョンも点在する物語最後の村。キノコマーク。妖精の泉も東と南東に2つ点在している。

## 登場人物

### 主人公
マリア
ホワイトライオンの伝説に惹かれた両親と共に来た少女。消息を絶った両親を探すべく、村の長老から託された槍を手に単身旅立ち、「夢の世界」に迷い込むことになる。
本人自体に戦闘能力は無いが、多彩なアイテムと精霊を使いこなす。

### 精霊たち
モジャ
初期所持のアイテム「ヤリ」に宿る精霊。褐色の肌の若い戦士の姿。攻撃力の成長が優秀で、パワーの成長も良好であり、 最初から最後まで頼りになる。
ツワナ
序盤に入手可能な「ランプ」に宿る精霊。白髪白髭の老人の姿で、その外見に相応しく攻撃・防御・間接魔法の殆どを使いこなせる。
エルフ
「レイピア」に宿る精霊。中性的な体格をしている。ダメージを与える攻撃は出来ないが、運用次第では頼りになる防御・間接魔法をいくつか使える。
パッケージイラストに載っている精霊の1人だが、モジャやツワナと違い、顔グラフィックは無い。
ウイングドマン
「石の骨」に宿る精霊。鷲の翼を生やした男の姿。素早く、攻撃力も高い方だが、やや打たれ弱い。
セントール
「聖杯」に宿る精霊。半人半馬の姿。攻撃力は期待できるものではないが耐久力に優れ、主人公の守護役として力を発揮する。
おおなめくじ（大蛞蝓）
ピクシーの村近辺の洞窟に棲み、ピクシーたちに狼藉を働く精霊。撃破すると入手できる「なめくじのぞう」で召喚可能になる。
モジャには若干劣るが攻撃力が高く、召喚コストが少々低いという利点がある。終盤の難敵を倒すために必須の精霊の1体。
オオガエル（大蛙）
終盤の難敵を倒すために必須の精霊の1体。最初はボスとして対戦するが、入手した「カエルの像」によって召喚可能になる。
これらの他にも様々な精霊が登場する。

### サブキャラクター
泉の妖精
主人公が「夢の世界」で最初に出会うキャラクター。行く先々の妖精の泉に住んでおり、「ゆうき」や「ゆめ」の回復とセーブにおいて大きな助けとなってくれる。
ラルヒの町の老婆
腹を減らしている老婆。ダビデの村に息子が1人いる。「パンの実」を3個続けざまに与えることで、ある強力なアイテム入手のフラグを得られる。
ピクシー
主にピクシーの村に住んでいる妖精の一種。周辺に現れるスプライトやデビル・ピクシーは、姿は似ているが自分たちとは別の存在だと語る。
ラーニャの塔の少女
「魔女の森」の古木の根元にオルゴールを隠したが、見つからずに困っている。語尾に「ですの」をつけて喋る。
魔女
「魔女の森」に住む老婆。他の町や村にも現れるが、同一人物かは不明。しかし、自己中心的で珍しいアイテムを欲しがっているという共通点がある。
虹の子
元は天に住む精霊のような存在だが、「天の水」が無いため天に帰れず「虹の洞窟」で立ち往生している。
バトスの王
現在は「堕天使の島」と呼ばれる島の王が亡霊と化した成れの果て。堕天使「ルシフェル」の甘言に乗り国を滅ぼしてしまったという。
罪状は認める一方で、自分の責任については一切認めておらず、主人公に自分の王冠を取り返してこいと傲然たる態度で命じ、拒否すると「悪霊となって今度こそ世界を征服してやる」「必ずやお前（主人公）の希望を朽ち果てさせてくれる」と逆ギレする。
スピリッツの塔の少女
人形を無くして困っている少女。達成すると強力なアイテムを貰える。

### ボスキャラクター
ゴブリン
巨人の洞窟の巨人から「巨人の星」を盗み出し、ラルヒ・ダビデ間の行き来を困難にしている魔物。ボスだけに、周辺の魔物より少々耐久力が高い。
ワーウルフ王
ダビデ南東の廃城を占拠して村人を脅かし、300年前には犬神から「犬神の眼」を盗み出し私物化している強欲な魔物。
ホブゴブリン
かつてバトスと呼ばれた「堕天使の島」を占拠する魔物。バトスの王が被っていた「古き王冠」を持っている。
弱くはないが、ゲームの進め方によってはエンカウントで遭遇することもあり、ボスとしては役不足。
ドラゴン
「ドラゴンの洞窟」に棲む強力な魔物。あるアイテムとある精霊の犠牲無しには勝算は望めない。
ソウトウジャ（双頭蛇）
「双頭蛇の洞窟」に棲む魔物。特殊な防御能力を持っており、ドラゴンと同じく特殊な手段が必須となる。
ホワイトライオン
かつてエジプトの村々を震撼させた、地獄の門に逃げ込んだと言われる伝説の猛獣。本作品の最終ボス。